# 醜男真戰士
《醜男真戰士》是弘松涼原著的小說系列，2015年連載於成為小說家吧。本作講述“最醜的冒險故事”，主角在現實世界中是一個有溝通障礙的醜男。漫畫單行本第一卷於2018年4月25日發售。2025年7月6日播出同名電視動畫。

## 故事簡介
《醜男真戰士》以一名有溝通障礙、長相醜陋、總是宅在家的前推銷員吉岡繁作為主角。他找到前往異世界的方法，以「容貌負255」、「觸碰女性時HP爆減」、「發生性關係就會四分五裂爆炸」等設定作為代價換取大量的能力值點數，轉生到異世界後獲得「絕對神」的職業。他與同樣闖入異世界的聖華、誠司與莉茲一起組隊，展開宇宙無敵最強「醜男」的異世界冒險。

## 登場人物

### 維斯媒介
吉岡繁（聲：諏訪部順一）
本作主角。前世為推銷員、誠司与莉亞的恩人「Y先生」，但被人誣陷是癡漢後患有溝通障礙。長相醜陋的肥胖勇者。以「負255的顏值」、「觸碰女性時HP大幅下降」、「發生性關係就會即死」、「金币获得率0.01%」為代價，獲得經驗值獲得率10000倍和超高的經驗值。在擊殺第一隻哥布林後由於經驗值獲得率10000倍令吉岡繁的等級突破至31級，並且在分配點數之後職業變更為「絕對神」。
聖華（聲：稻垣好）
天生單純、自稱17歲的少女，被利茲無意中傷害導致前世殘疾。前世中被其他小孩欺負時，受到吉岡繁的相救。
誠司（聲：白石兼斗）
利茲的哥哥，為人重情重義，容易熱血、中二病患者。為報答「Y先生」而許下絕不背叛同伴的誓言。「特別事項」是透過累積憤怒變身成阿爾丁。
利茲（聲：內田真禮）
誠司的妹妹，但誠司不知道。能夠看穿其他人的資料面板和「特別事項」，因此知道吉岡繁的本名以及能力。
菊名莉亞（聲：塚田悠衣）
前世為陪酒女，受「Y先生」的幫助因此會占卜術中的冷讀術與熱讀術。由於「Y先生」誣陷事件而決定幫其報仇將犯罪者白鳥京子殺害。

### 「絕對神」
吉岡繁
參見「吉岡繁」。
香里奈
「絕對神」之一，自稱香里奈，本名白鳥禮子。白鳥京子的雙胞胎姊姊。
腐爛的怪物
三無欲的「絕對神」之一，誠司製作的AI，因利茲的失誤而導致其欲傷害聖華。後來被利茲強制指令停止。

### 其他
白鳥京子（聲：藤寺美德）
多次誣陷他人的犯罪者。由于诬陷他人而被受害者们提告，也因此被菊名莉亞利用熱讀術找到其所在位置并杀害。在吉岡繁與香里奈的決戰中，從香里奈口中得知京子並未死亡。

## 出版
漫畫單行本第一卷於2018年4月25日發售。同年10月25日，為慶祝漫畫單行本第二卷發售而在YouTube上公佈劇情介紹PV。

### 輕小說
| 卷數 | 光文社        | 光文社                 |
| 卷數 | 發售日期      | ISBN                   |
| ---- | ------------- | ---------------------- |
| 1    | 2018年5月18日 | ISBN 978-4-334-91219-2 |

### 漫畫
| 卷數 | 史克威尔艾尼克斯 | 史克威尔艾尼克斯       | 青文出版社    | 青文出版社             |
| 卷數 | 發售日期         | ISBN                   | 發售日期      | ISBN                   |
| ---- | ---------------- | ---------------------- | ------------- | ---------------------- |
| 1    | 2018年4月25日    | ISBN 978-4-757-55703-1 | 2020年8月17日 | ISBN 978-9-865-12457-1 |
| 2    | 2018年10月25日   | ISBN 978-4-757-55898-4 | 2020年10月8日 | ISBN 978-9-865-12552-3 |
| 3    | 2019年4月25日    | ISBN 978-4-757-56106-9 | 2022年4月18日 | ISBN 978-6-263-03208-8 |
| 4    | 2019年10月25日   | ISBN 978-4-757-56361-2 |               |                        |
| 5    | 2020年6月25日    | ISBN 978-4-757-56715-3 |               |                        |
| 6    | 2021年2月25日    | ISBN 978-4-757-57116-7 |               |                        |

## 电视动画
2024年11月18日，宣布由WHITE FOX製作電視動畫，於2025年7月在日本首播。臺灣、香港、澳門地區由巴哈姆特動畫瘋同步播出。

### 製作人員
- 原作：弘松涼／漫畫：上月（連載於「SQUARE ENIX《月刊BIG GANGAN》」）
- 小說版著作：弘松涼（發行於「光文社《LIGHT BOOKS》」）
- 導演：曾根利幸
- 劇本統籌：豬原健太
- 角色設計：松元美季
- 色彩設計：木村聰子
- 美術監督：松村良樹（Studio Pablo）
- 攝影監督：設樂希（T2studio）
- 特效監督：谷口久美子（Team Tanigchi）
- 剪輯：黑澤雅之
- 音響監督：吉田光平
- 音樂：川崎龍
- 音樂製作：日本哥倫比亞
- 監製：EGG FIRM
- 動畫製作：WHITE FOX
- 製作：醜男真戰士製作委員會[18]

### 主题曲
片头曲My Way
演唱：TEMPEST，作詞：Mai Haylee、Yui Kylee，作曲：Mai Haylee、Yui Kylee、Kyle Wong、U-KIRIN，編曲：U-KIRIN
片尾曲
演唱：金子美優，作詞：金子美優、芦田菜名子，作曲：芦田菜名子、Marchin、Amala，編曲：Marchin、Amala、MATZ

### 各话列表
| 话数 | 标题 | 剧本     | 分镜       | 演出     | 作画监督 | 总作画监督 | 首播日期      |
| ---- | ---- | -------- | ---------- | -------- | --- | ---------- | ------------- |
|      |      | 猪原健太 | 毛利和昭   | 曾根利幸 | 加藤明日美、池津寿惠、石塚空良 | 荒木裕     | 2025年 7月6日 |
|      |      | 猪原健太 | 加藤洋人   | 加藤洋人 | 加藤洋人、鳥之海恋子、GAONNURI Animation                                                                                           | -          | 7月13日       |
|      |      | 猪原健太 | 頂真司     | 減边千伽 | Shin Seung-sook、Bae Jae-un、Lee Seung-hee、Kim Gi-yeop、Kim Jumg-rim                                                              | 荒木裕     | 7月20日       |
|      |      | 猪原健太 | 江副仁美   | 江口大輔 | 兵渡勝、馮含露、西尾友惠、池津寿惠、山下悟、耳浦朋彰、小島彰、稻吉智重、大高雄太、齊藤貴巳一、岩田景子、鳥之海恋子                 | -          | 7月27日       |
|      |      | 猪原健太 | 川村賢一   | 藤原康彰 | 顧金秋、杭新葉、陳玉峰、趙玲、李文靜、姚遠、劉婧、徐鵬、姜丽卉、陳鑫、錢含章、時冬澄、将世武、冯永旭、加藤洋人、荒木裕、鳥之海恋子 | -          | 8月3日        |
|      |      | 猪原健太 | 江口大輔   | 江口大輔 | Shin Seung-sook、Song Hyeon-ju、Choi Eun-yeong、Kim Jumg-rim、Lee Seung-hee、Park Yeong-hee、Kim Gi-yeop、齊藤貴巳一、鳥之海恋子   | 荒木裕     | 8月10日       |
|      |      | 猪原健太 | 正木陽南子 | 減边千伽 | Gu Gyeong-ok、Choi Eun-yeong、Kim Ran-yeong、Bae Jae-un、Choi Hye-yeong、鳥之海恋子                                                | -          | 8月17日       |

### 發行
藍光光碟
| 卷數 | 發售日期           | 收錄話數     | 規格編號   |
| ---- | ------------------ | ------------ | ---------- |
| 上   | 2025年10月22日預定 | 第1話—第6話  | VPXY-72140 |
| 下   | 2025年11月26日預定 | 第7話—第12話 | VPXY-72141 |

## 外部連結
- 成為小說家吧上的醜男真戰士（日語）
- Big Gangan漫畫上的醜男真戰士（日語） （页面存档备份，存于）
- 醜男真戰士的動畫官方網站（日語）
- 巴哈姆特電玩資訊站ACG資料庫上的醜男真戰士（繁體中文）